# Aladár Valmari
Aladár Valmari (Porvoo, Finnország 1922. január 13. – 1993. június 4.) magyar származású finn író és műkritikus. Tamperében élt. A térképrajzolóként dolgozó Valmari az 1950-es évek elején a Tamperei városi könyvtár vezetőjével, Mikko Mäkeläval együtt a Mäkelä-körhöz tartozott.
A Valmari feljegyzéseiből összegyűjtött évkönyvek fontos forrásai voltak Yrjö Varpio könyvéhez, melyben Väinö Linna életét dolgozta fel (Väinö Linna élete, 2006). Ezekben az évkönyvekben a Linnával együtt töltött időről és a közös kiállításokról írt.

## Munkái
- Hiljainen mies ("Csendes ember"), regény.  WSOY, 1957
- Aleksi, regény.  WSOY, 1977

## Külső hivatkozások
- Suomen kirjailijat-tietokanta
- Teosluettelo
- Valmari ja Väinö Linna[halott link]